# بخش کربی انگلونگ
بخش کربی انگلونگ (به انگلیسی: Karbi Anglong district) یک بخش در هند است که در آسام واقع شده‌است. بخش کربی انگلونگ ۹۶۵٬۲۸۰ نفر جمعیت دارد.